# 大橋美枝子
大橋 美枝子（おおはし みえこ）は、日本の学校法人理事長。

## 概要
2016年4月に学校法人明浄学院の副理事長に就任。2017年6月に学校法人明浄学院の理事長に就任。
大橋が副理事長に就任してからは明浄学院高等学校の校地売却と移転が計画される。これに教職員組合が抵抗するが、組合幹部へのパワハラが行われ、理事会に物を言えないようにする。2017年度には明浄学院高等学校の校長と教頭と組合幹部を含む18人が退職し、組合委員長と執行委員の2人が懲戒解雇になる。2018年度には組合員2人を整理解雇と称した不当解雇にする。
大橋のバックは岡山県の実業家であるが、山口組と深い関係のある人物で池田組と懇意であった。池田組の事務所の土地を購入し、事務所のビルを建てて提供していた。山口組のような人物が週に1度は学校に来て職員を恫喝していた。明浄学院高等学校では既に進学する大学が決まった生徒に、系列の大阪観光大学に変更するように強要されていた。
2016年11月1日に株式会社明浄を設立する。学校法人明浄学院から請け負った業務を行うことが目的とされていた。2016年に12月20日に学校法人明浄学院と株式会社明浄の間で契約書が交わされる。海外から留学生を1人連れて来ることで20万円、マイクロバスの費用は毎月25万円、校舎の解体費用が45億円などと定められていた。ウィッツ青山学園高等学校の買収、ベトナムの病院への投資も計画されていた。
岡山県に存在するNPO法人サクシードの代表でもあった。NPO法人サクシードの目的は教育であったが、他の企業と共同で福島県南相馬市に原子力発電所の作業員の寮を建設することで同意していた。除染ビジネスにも進出しようとしていた。
日本タイムズが大橋を学校法人明浄学院に送り込んだであろう人物を反社会的勢力であると表現した記事を掲載したことから損害賠償を請求する。日本タイムズの代表者を刑事告訴する。
大阪地方検察庁は、この事実関係を見抜き、大橋美枝子の陣営5人と山岸忍を逮捕した。
2021年1月25日、明浄学院の土地売却の手付金21億円を着服したとして、大阪地方裁判所は業務上横領罪で大橋に懲役5年6ヶ月の実刑判決を言い渡した。大橋側は判決を不服として控訴した。8月25日、大阪高等裁判所は一審判決を支持し大橋側の控訴を棄却した。